# Ameixa Spenta
Ameixa Spenta (Aməša Spənta, 'Immortal Sant') és una denominació en avèstic que caracteritza certes entitats espirituals benèfiques en el zoroastrisme; en pahlavi el nom es va contractar en Ameixaspand o [A]mahraspand. Aquestes entitats envolten Ahura Mazda, el Déu creador, tot intercedint entre ell i la seva creació, i alhora personifiquen diverses qualitats humanes i divines. El terme tant pot fer referència a set éssers, és a dir Spenta Mainyu (l'Esperit Sant, principi de la veritat, del bé) i els seus sis ajudants, com a només aquests sis darrers. Els Ameixa Spentas corresponien probablement a antics déus perses transformats en simples subordinats del Déu únic. El grup és reprès pel judaisme que parla dels "set homes vestits de blanc" del Testament de Leví, els "set àngels" del Llibre de Tobies i els set Esperits o les "set llànties" que són els "ulls de Yahvé" a Zacaries; en el cristianisme, esdevindran els set arcàngels.

## Característiques
En l'antiga religió Mazdeista reformada per Zoroastre, el Déu suprem (Ahura Mazda o Ormazd) va crear dues entitats subordinades (dos "bessons"): Spenta Mainyu ('Esperit Sant') i Angra Mainyu ('Esperit del Mal'). Spenta Mainyu tenia a les seves ordres sis Ameixa Spentas (els 'Sants Immortals'); per a oposar-s'hi, Angra Mainyu també tenia sis éssers espirituals al seu servei: els sis Darvands (uns daevas).
Els Ameixa Spentas són atributs personificats de Déu, sent emanacions seves. Cadascun és lligat a una de les creacions sagrades d'Ahura Mazda: Spenta Mainyu és lligat a l'home, Vohu Mana als animals, Aixa Vahixta al foc i a la llum, Khstatra Vairya als minerals, Spenta Armaiti a la terra, Haurvatat a les aigües i Ameretat a les plantes.